# Europarundflug 1932
Die Challenge 1932 war der dritte FAI war der zweite internationale Flugzeugwettbewerb der FAI (französisch: Challenge International de Tourisme), der zwischen dem 12. und 28. August 1932 in Berlin, Deutschland stattfand. Insgesamt fand dieser Wettbewerb zwischen 1929 und 1934 viermal statt und war ein großes Luftfahrtereignis im Europa zwischen den Weltkriegen. Es gewann der polnische Pilot Franciszek Żwirko.

## Überblick
Deutschland organisierte den Wettbewerb, da der deutsche Pilot Fritz Morzik die vorherige Challenge 1930 gewonnen hatte. Die Anzahl der 1932 teilnehmenden Flugzeuge war geringer – 43 gegenüber 60 zuvor, weil der Wettbewerb mit der Zeit sehr viel schwieriger wurde und somit anspruchsvolleres Können der Piloten und höher entwickelte Flugzeuge benötigt wurden. In diesem Jahr entwickelten die meisten Länder Spezialflugzeuge eigens für diese Challenge.
Teams aus sechs Ländern nahmen an der Challenge 1932 teil: Deutschland (15 Crews), Frankreich (8 Crews), Italien (8 Crews), Polen (5 Crews), Tschechoslowakei (4 Crews) und die Schweiz (2 Crews). Die englische Fliegerin Winifred Spooner nahm an dem Wettbewerb im italienischen Team teil. Sie war die einzige Frau unter den Piloten. Der Kanadier John Carberry und der rumänische Pilot Alexander Papană nahmen an dem Wettbewerb im deutschen Team teil.
Die Eröffnungszeremonie fand am 12. August 1932 auf dem Flugplatz Berlin-Staaken statt. Der Wettbewerb bestand aus drei Teilen: Technische Prüfungen, eine Rallye um Europa und einem Höchstgeschwindigkeitstest. Da eines der Ziele des Wettbewerbs war, Fortschritte bei der Entwicklung von Flugzeugen zu fördern, war es nicht nur ein Piloten-Wettbewerb, sondern bestand auch aus technischen Prüfungen und einer Konstruktionsbewertung, welche fortgeschrittene Entwürfe förderte.

## Flugzeuge
Die Challenge war ein Wettbewerb der Reiseflugzeuge, somit mussten die Flugzeuge in der Lage sein, mindestens zwei Passagiere zu befördern, auf kleinen Flugfeldern starten und landen können und eine gewisse Entfernung mit einer guten Geschwindigkeit bewältigen können. Deutschland, Polen, die Tschechoslowakei und Italien entwickelten moderne Sportflugzeuge speziell für die Herausforderungen der Challenge. Im Vorfeld hatte es dabei Probleme mit der Messerschmitt M29 gegeben, mit der Morzik gemeldet war. Das Flugzeug wurde nicht zum Wettbewerb zugelassen. Um Morzik trotzdem die Teilnahme zu ermöglichen, wurde Elly Beinhorn gezwungen, zu seinen Gunsten auf die Teilnahme zu verzichten und ihm ihr Flugzeug, eine Heinkel He 64, abzutreten.
Am Anfang des Wettbewerbs wurden die sechs schnellen deutschen Heinkel He 64 als Favoriten angesehen. Am zahlreichsten war der deutsche Dreisitzer Klemm Kl 32 (7 und 1 eines Schweizer Teams). Beides waren hölzerne Tief- und Eindecker. Italien und die Tschechoslowakei entwickelten ähnlich verstrebte Tief- und Eindecker, die Breda Ba.33 und die Praga BH-111. Polen entwickelte den Hochdecker RWD-6 und einen Ganzmetalltief- und Eindecker, die PZL.19. Alle diese Flugzeuge hatten geschlossene Cockpits, festes Fahrwerk und einen fortgeschrittenen Flügelmechanismus (Landeklappen und Vorflügel). Die anderen Flugzeuge, speziell die französischen, veränderte Serienmodelle, waren weniger modern und hatten weniger Chancen bei den technischen Prüfungen.
Teilnehmende Flugzeugtypen: Klemm Kl 32 (8), Breda Ba.33 (8), Heinkel He 64 (6), Praga BH-111 (3), PZL.19 (3), RWD-6 (2), Potez 43 (2), Farman F.234 (2), Farman F.250 (1), Darmstadt D 22 a (1), Raab-Katzenstein RK 25/32 (1), Breda Ba.15S (1), Monocoupe 110 (1), Guerchais T.9 (1), Caudron C.278 (1), Peyret-Mauboussin PM XII (1), Comte AC-12 (1).
Die deutschen Flugzeuge hatten Startnummern in einer Reihe: A4-A9, B1-B9, C2-C8, E1-E2, Französisch: K1-K8, Italienisch: M1-M8, Polnisch: O1-O6, Schweizerisch: S1-S2, Tschechoslowakisch: T1-T4. Die Nummern wurden am Rumpf in einem schwarzen Quadrat angebracht.

## Technische Prüfungen
Am 13. August fand die technische Bewertung der konkurrierenden Flugzeuge statt. Da es ein Wettbewerb der Reiseflugzeuge war, waren Eigenschaften wie eine komfortable Kabine mit gutem Ausblick, nebeneinanderliegende Sitze, große Anzahl der Anzeigen, moderne Konstruktion, Sicherheitseinrichtungen gefragt. Für faltbare Flügel wurden auch Punkte vergeben. Die meisten Punkte entfielen auf die polnischen Konstruktionen (86 Punkte für die RWD-6 und 84 für die PZL.19), danach folgte die italienische Breda Ba.33 (83 Punkte) und die tschechoslowakische Praga BH-111 (80). Das gab ihnen mehr als zehn Punkte Vorsprung auf die deutschen Flugzeugkonstruktionen (Kl 32 – 71–72 Punkte, He 64c – 66 Punkte), und machte sie in dieser Bewertung zum Favoriten. Die schlechtplatzierten Flugzeuge bekamen 44 Punkte (Caudron C.278 Doppeldecker und Peyret-Mauboussin PM XII).
Am 14. August gab es den Kurzstartdurchgang, welcher von den Crews verlangte, über ein 8 m hohes Tor zu fliegen. Der deutsche Pilot Wolfram Hirth (Kl 32) war der Beste. Er hob in der kürzesten Entfernung ab (91,6 m – 40 Punkte). Zwei Italiener, Colombo und Lombardi, erreichten auch 40 Punkte. Die Klemms und Bredas waren an der Spitze. Die polnischen RWD-6 erreichten 37 Punkte (111,5 m und 115 m).
| Top-Ergebnisse des Kurzstartdurchgangs | Top-Ergebnisse des Kurzstartdurchgangs | Top-Ergebnisse des Kurzstartdurchgangs | Top-Ergebnisse des Kurzstartdurchgangs | Top-Ergebnisse des Kurzstartdurchgangs | Top-Ergebnisse des Kurzstartdurchgangs |
| -------------------------------------- | -------------------------------------- | -------------------------------------- | -------------------------------------- | -------------------------------------- | -------------------------------------- |
|                                        | Pilot                                  | Land                                   | Flugzeug                               | Entfernung                             | Punkte                                 |
| 1.                                     | Wolf Hirth                             | Deutsches Reich                        | Kl 32                                  | 91,6 m                                 | 40                                     |
| 2.                                     | Francesco Lombardi                     | Königreich Italien                     | Ba-33                                  | 97,5 m                                 | 40                                     |
| 3.                                     | Ambrogio Colombo                       | Königreich Italien                     | Ba-33                                  | 100 m                                  | 40                                     |
| 4.                                     | Reinhold Poss                          | Deutsches Reich                        | Kl 32                                  | 100,3 m                                | 39                                     |
| 5.                                     | Robert Fretz                           | Schweiz                                | Kl 32                                  | 102,6 m                                | 39                                     |
| 6.                                     | Vittorio Suster                        | Königreich Italien                     | Ba-33                                  | 105,6 m                                | 38                                     |

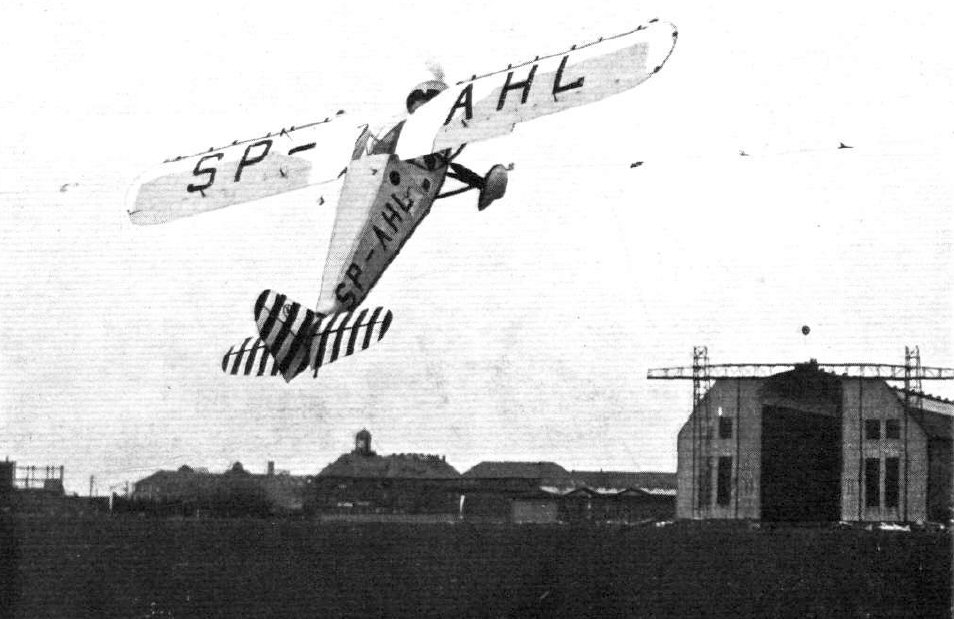
Die RWD-6 von Tadeusz Karpiński beim Kurzstartdurchgang

Als Nächstes folgte ein Durchgang für die kürzeste Landung über ein 8 m hohes Tor. Das beste Ergebnis, 92,4 m (40 Punkte), wurde von Winifred Spooner erreicht. Gute Ergebnisse hatten auch die Klemms, Bredas, RWD-6s und die französischen Potez 43. Die Führenden nach der technischen Bewertung und diesen zwei Durchgängen waren: Der Italiener Ambrogio Colombo und der Pole Franciszek Żwirko mit der RWD-6. Sie erreichten jeweils 161 Punkte. Die folgenden Plätze belegten ein italienisches Team, danach kamen die Deutschen und Polen, danach der Rest.
| Top-Ergebnisse des Durchgangs für die kürzeste Landung | Top-Ergebnisse des Durchgangs für die kürzeste Landung | Top-Ergebnisse des Durchgangs für die kürzeste Landung | Top-Ergebnisse des Durchgangs für die kürzeste Landung | Top-Ergebnisse des Durchgangs für die kürzeste Landung | Top-Ergebnisse des Durchgangs für die kürzeste Landung |
| ------------------------------------------------------ | ------------------------------------------------------ | ------------------------------------------------------ | ------------------------------------------------------ | ------------------------------------------------------ | ------------------------------------------------------ |
|                                                        | Pilot                                                  | Land                                                   | Flugzeug                                               | Entfernung                                             | Punkte                                                 |
| 1.                                                     | Winifred Spooner                                       | Vereinigtes Königreich                                 | Ba-33                                                  | 92,4 m                                                 | 40                                                     |
| 2.                                                     | Reinhold Poss                                          | Deutsches Reich                                        | Kl 32                                                  | 97,8 m                                                 | 40                                                     |
| 3.                                                     | G. Viazzo                                              | Königreich Italien                                     | Ba-33                                                  | 101,9 m                                                | 39                                                     |
| 4.                                                     | Georges Detré                                          | Frankreich                                             | Potez 43                                               | 102,8 m                                                | 39                                                     |
| 5.                                                     | Franciszek Żwirko                                      | Polen                                                  | RWD-6                                                  | 105,8 m                                                | 38                                                     |
| 6.                                                     | Ambrogio Colombo                                       | Königreich Italien                                     | Ba-33                                                  | 107,3 m                                                | 38                                                     |
| 7.                                                     | Robert Fretz                                           | Schweiz                                                | Kl 32                                                  | 107,4 m                                                | 38                                                     |

Am 15. August gab es einen Niedrigst-Geschwindigkeits-Durchgang zur Bewertung der Sicherheit der Flugzeuge. Fliegend am Rande des Strömungsabrisses, war Franciszek Żwirko der langsamste mit 57,6 km/h, zweiter war ein weiterer Pole, der eine RWD-6 flog: Tadeusz Karpiński. Hinter ihnen folgten die Italiener, die deutschen He 64s und der Franzose Raymond Delmotte (C.278) mit guten Ergebnissen zwischen 61,2 und 65,7 km/h, danach der Rest. Die Regularien erwarteten nicht diese langsamen Geschwindigkeiten, und somit erreichten alle sieben Ergebnisse unter 63 km/h 50 Punkte.
| Top-Ergebnisse für die niedrigste Geschwindigkeit | Top-Ergebnisse für die niedrigste Geschwindigkeit | Top-Ergebnisse für die niedrigste Geschwindigkeit | Top-Ergebnisse für die niedrigste Geschwindigkeit | Top-Ergebnisse für die niedrigste Geschwindigkeit | Top-Ergebnisse für die niedrigste Geschwindigkeit |
| ------------------------------------------------- | ------------------------------------------------- | ------------------------------------------------- | ------------------------------------------------- | ------------------------------------------------- | ------------------------------------------------- |
|                                                   | Pilot                                             | Land                                              | Flugzeug                                          | Geschwindigkeit                                   | Punkte                                            |
| 1.                                                | Franciszek Żwirko                                 | Polen                                             | RWD-6                                             | 57,6 km/h                                         | 50                                                |
| 2.                                                | Tadeusz Karpiński                                 | Polen                                             | RWD-6                                             | 60,8 km/h                                         | 50                                                |
| 3.                                                | Francesco Lombardi                                | Königreich Italien                                | Ba-33                                             | 61,2 km/h                                         | 50                                                |
| 4.                                                | Ambrogio Colombo                                  | Königreich Italien                                | Ba-33                                             | 61,4 km/h                                         | 50                                                |
| 5.                                                | Winifred Spooner                                  | Vereinigtes Königreich                            | Ba-33                                             | 61,5 km/h                                         | 50                                                |
| 6.                                                | Werner Junck                                      | Deutsches Reich                                   | He 64c                                            | 62,1 km/h                                         | 50                                                |
| 7.                                                | Hans Seidemann                                    | Deutsches Reich                                   | He 64b                                            | 62,4 km/h                                         | 50                                                |

Am 16. August der Durchgang zum schnellsten Falten der Flügel, eine Funktion, um Platz in Hangars zu sparen. Danach kam der Durchgang zum schnellsten Starten des Motors. Die allgemeine Klassifizierung veränderte sich nach diesen Durchgängen wenig, mit den führenden Żwirko und Colombo, die gemeinsam 222 Punkte hatten.
Ein Durchgang zum Kraftstoffverbrauch auf 300 km Entfernung folgte am 19. August, und die deutschen Flugzeuge gewannen in dieser Kategorie. Nach allen technischen Durchgängen führte Ambrogio Colombo in der allgemeinen Klassifizierung mit Franciszek Żwirko als Zweitem und Italiens Francesco Lombardi als Drittem.
| Top-Ergebnisse der technischen Durchgänge: | Top-Ergebnisse der technischen Durchgänge: | Top-Ergebnisse der technischen Durchgänge: | Top-Ergebnisse der technischen Durchgänge: | Top-Ergebnisse der technischen Durchgänge: |
| ------------------------------------------ | ------------------------------------------ | ------------------------------------------ | ------------------------------------------ | ------------------------------------------ |
|                                            | Pilot                                      | Land                                       | Flugzeug                                   | Punkte                                     |
| 1.                                         | Ambrogio Colombo                           | Königreich Italien                         | Breda Ba-33                                | −247                                       |
| 2.                                         | Franciszek Żwirko                          | Polen                                      | RWD-6                                      | −245                                       |
| 3.                                         | Francesco Lombardi                         | Königreich Italien                         | Breda Ba-33                                | −242                                       |
| 4.                                         | Winifred Spooner                           | Vereinigtes Königreich                     | Breda Ba-33                                | −241                                       |
| 4.                                         | Renato Donati                              | Königreich Italien                         | Breda Ba-33                                | −241                                       |
| 6.                                         | Tadeusz Karpiński                          | Polen                                      | RWD-6                                      | −238                                       |
| 6.                                         | Mario Stoppani                             | Königreich Italien                         | Breda Ba-33                                | −238                                       |
| 8.                                         | Vittorio Suster                            | Königreich Italien                         | Breda Ba-33                                | −235                                       |
| 9.                                         | Reinhold Poss                              | Deutsches Reich                            | Klemm Kl 32                                | −234                                       |
| 10.                                        | Robert Fretz                               | Schweiz                                    | Klemm Kl 32                                | −231                                       |

Vor dem nächsten Teil, musste Winifred Spooner außerhalb von Berlin wegen Sabotage am Kraftstoff notlanden. Sie entschied sich, aus dem Wettbewerb auszusteigen.

## Rallye über Europa
Der zweite Teil der Challenge war eine 7363 km Rallye über Europa, en Route: Berlin – Warschau – Krakau – Prag – Wien – Zagreb – Vicenza – Rimini – Rom – Bellinzona – Cannes – Lyon – Stuttgart – Bonn – Paris – Rotterdam – Hamburg – Göteborg – Berlin. 39 Flugzeuge nahmen an dem Rennen teil. Hauptwegepunkte waren Rom und Paris.
Die Rallye begann am 21. August.
Von Beginn an versuchten die deutschen Crews, ihren Vorteil in den schnelleren Flugzeugen zu nutzen und den Punkterückstand der technischen Durchgänge aufzuholen. Die Italiener versuchten, im Rennen gegen die Deutschen, die ersten in Rom zu sein. Auf der anderen Seite versuchten die Polen mit langsameren Flugzeugen, eine gute Reisegeschwindigkeit und einen gleichmäßigen Flug zu erreichen, was auch mit Punkten in der Rallye bewertet wurde. Am ersten Tag erreichten die meisten Crews Wien oder Zagreb, während die Italiener Vicenza erreichten. Ambrogio Colombo und drei Deutsche (von Massenbach, Seidemann und Marienfeld) erreichten sogar Rimini. Drei Crews stiegen unterwegs wegen Flugzeugschäden aus.
Am 22. August landeten die Teilnehmer in Rom. Der deutsche Pilot Hans Seidemann war Erster. Nur 33 Crews erreichten Rom; drei hatten eine Bruchlandung, unter anderem der Rumäne Alexander Papană, der eine Monocoupe 110 flog.
Am 23. August starteten die Teilnehmer von Rom aus. An diesem Tag stürzten zwei italienische Bredas wegen der schwachen Flügelkonstruktion ab (ein Mechaniker starb beim Absprung). Das Ergebnis war, dass Italien alle italienischen Teams von der Challenge abzog, wobei Ambrogio Colombo zu dem Zeitpunkt führend war. Am 24. August erreichten die letzten 25 Crews Paris. Am 27. August beendeten die Teilnehmer das Rennen in Berlin. Der erste Pilot in Berlin, und der schnellste im gesamten Rennen, war der Deutsche Hans Seidemann mit einer Reisegeschwindigkeit von 213 km/h. Er flog eine Heinkel He 64b. Die nächsten sieben waren auch Deutsche. Franciszek Żwirko erreichte mit einer Reisegeschwindigkeit von 191 km/h den 11. Platz.
| Top-Ergebnisse der Rallye: | Top-Ergebnisse der Rallye: | Top-Ergebnisse der Rallye: | Top-Ergebnisse der Rallye: | Top-Ergebnisse der Rallye:     |        |
| -------------------------- | -------------------------- | -------------------------- | -------------------------- | ------------------------------ | ------ |
|                            | Pilot                      | Land                       | Flugzeug                   | Durchschnitts- geschwindigkeit | Punkte |
| 1.                         | Hans Seidemann             | Deutsches Reich            | Heinkel He 64b             | 213 km/h                       | −220   |
| 2.                         | Wolfgang Stein             | Deutsches Reich            | He 64c                     | 208 km/h                       | −220   |
| 3.                         | Dietrich von Massenbach    | Deutsches Reich            | He 64c                     | 206 km/h                       | −220   |
| 4.                         | Walter Marienfeld          | Deutsches Reich            | Darmstadt D 22 a           | 205 km/h                       | −220   |
| 5.                         | Wolf Hirth                 | Deutsches Reich            | Klemm Kl 32                | 203 km/h                       | −220   |
| 6.                         | Fritz Morzik               | Deutsches Reich            | He 64c                     | 200 km/h                       | −220   |
| 7.                         | Otto Cuno                  | Deutsches Reich            | Kl 32                      | 198 km/h                       | −218   |
| 8.                         | Reinhold Poss              | Deutsches Reich            | Kl 32                      | 197 km/h                       | −217   |
| 8.                         | Robert Fretz               | Schweiz                    | Kl 32                      | 197 km/h                       | −217   |
| 10.                        | Robert Lusser              | Deutsches Reich            | Kl 32                      | 193 km/h                       | −213   |
| 11.                        | Franciszek Żwirko          | Polen                      | RWD-6                      | 191 km/h                       | −211   |
| 11.                        | Josef Kalla                | Tschechoslowakei           | Praga BH-111               | 191 km/h                       | −211   |
| 13.                        | Jerzy Bajan                | Polen                      | PZL.19                     | 188 km/h                       | −206   |

Nach den technischen Durchgängen und der Rallye stand Franciszek Żwirko auf dem ersten Platz in der Gesamtwertung mit 456 Punkten, mit Reinhold Poss auf dem zweiten Platz mit 451 Punkten, Wolf Hirth auf dem dritten Platz mit 450 und Robert Fretz (Schweiz) auf dem vierten Platz mit 448 Punkten. Fritz Morzik wurde mit 444 Punkten Fünfter.

## Höchstgeschwindigkeitsdurchgang
Der letzte Teil der Challenge war ein Höchstgeschwindigkeitsdurchgang, auf einem 300 km Dreieckskurs. Start und Landung waren am 28. August auf dem Flugplatz in Berlin-Staaken.
Der schnellste war der deutsche Fritz Morzik (He 64c) mit 241,3 km/h. Die nächsten vier Plätze gingen auch an Heinkels. Żwirkos nächster Rivale, Reinhold Poss flog eine Klemm Kl 32 und landete an siebenter Position (220,7 km/h). Der schnellste Pole war Tadeusz Karpiński (8. Position, 216,2 km/h, RWD-6), während Franciszek Żwirko die 13. Position mit 214,1 km/h dreizehnter wurde.
Aufgrund eines Handicap-Systems starteten die Kandidaten in der Reihenfolge der allgemeinen Klassifizierung, mit ausreichenden Abständen, und den Punkten des Geschwindigkeitsdurchgangs, sodass die ersten auf der Ziellinie die Gewinner des gesamten Wettbewerbs wären. Das Ergebnis war, dass wenige Minuten über den Sieg in der Challenge entscheidend wären. Morzik startete 12 Minuten nach Żwirko und landete 83 Sekunden nach ihm – hätte er Żwirko überholt, hätte er gewonnen. Poss startete fünf Minuten nach dem Führenden, ihm fehlten 2 Minuten und 30 Sekunden.

## Ergebnisse
Eine Abschlusszeremonie fand nach dem Höchstgeschwindigkeitsdurchgang am 28. August statt. Die Gewinner waren die polnische Crew: Pilot Franciszek Żwirko und Mechaniker Stanisław Wigura, mit 461 Punkten. Ihr Erfolg war nicht nur ein Ergebnis ihres fliegerischen Könnens, sondern auch eines der technischen Eigenschaften ihrer polnischen RWD-6 (welche Wigura mit entworfen hatte). Wegen Żwirkos Sieg, fand die nächste Challenge, 1934, in Warschau statt.
Den zweiten und dritten Platz teilten sich die Deutschen Fritz Morzik (Heinkel He 64c, der Gewinner der Challenge 1930) und Reinhold Poss (Klemm Kl 32V) mit 458 Punkten. Der fünfte Platz ging an den Schweizer Robert Frenz, der eine deutsche Klemm Kl 32 flog. Tadeusz Karpiński flog eine weitere RWD-6 und erreichte den neunten Platz. Der beste Tscheche, Josef Kalla, erreichte den 16. Platz, der beste französische Teilnehmer, Raymond Delmotte – den 20. Platz. Die Challenge wurde mit 24 von 43 Crews beendet (12 deutsche, 4 polnische, 4 französische, 3 tschechoslowakische und eine Schweizer).
|     | Pilot                   | Land             | Flugzeug                 | Zulassung / Startnr. | Punkte: Technik + Rennen + Geschwindigkeit | = Gesamt |
| 1.  | Franciszek Żwirko       | Polen            | RWD-6                    | SP-AHN / O6          | 245 + 211 + 5                              | 461      |
| 2.  | Fritz Morzik            | Deutsches Reich  | Heinkel He 64c           | D-2304 / C6          | 224 + 220 + 14                             | 458      |
| 2.  | Reinhold Poss           | Deutsches Reich  | Klemm Kl 32              | D-2261 / B9          | 234 + 217 + 7                              | 458      |
| 4.  | Wolfgang Stein          | Deutsches Reich  | Heinkel He 64c           | D-2302 / A8          | 221 + 220 + 12                             | 453      |
| 5.  | Robert Fretz            | Schweiz          | Klemm Kl 32              | CH-360 / S2          | 231 + 217 + 4                              | 452      |
| 6.  | Wolf Hirth              | Deutsches Reich  | Klemm Kl 32              | D-2328 / E1          | 230 + 220 + 0                              | 450      |
| 7.  | Otto Cuno               | Deutsches Reich  | Klemm Kl 32              | D-2310 / C2          | 224 + 218 + 5                              | 447      |
| 7.  | Hans Seidemann          | Deutsches Reich  | Heinkel He 64b           | D-2260 / A9          | 214 + 220 + 13                             | 447      |
| 9.  | Tadeusz Karpiński       | Polen            | RWD-6                    | SP-AHL / O4          | 238 + 200 + 5                              | 443      |
| 10. | Robert Lusser           | Deutsches Reich  | Klemm Kl 32              | D-2311 / B6          | 219 + 213 + 5                              | 437      |
| 11. | Jerzy Bajan             | Polen            | PZL.19                   | SP-AHK / O3          | 223 + 206 + 4                              | 433      |
| 12. | Georg Pasewaldt         | Deutsches Reich  | Klemm Kl 32              | D-2320 / C4          | 219 + 202 + 5                              | 426      |
| 12. | Theo Osterkamp          | Deutsches Reich  | Klemm Kl 32              | D-2312 / B7          | 219 + 204 + 3                              | 426      |
| 14. | Werner Junck            | Deutsches Reich  | Heinkel He 64c           | D-2305 / E2          | 225 + 186 + 13                             | 424      |
| 15. | Dietrich von Massenbach | Deutsches Reich  | Heinkel He 64c           | D-2303 / A6          | 183 + 220 + 12                             | 415      |
| 16. | Josef Kalla             | Tschechoslowakei | Praga BH-111             | OK-BAH / T2          | 192 + 211 + 5                              | 408      |
| 17. | Walter Marienfeld       | Deutsches Reich  | Darmstadt D 22 a         | D-2222 / B8          | 145 + 220 + 10                             | 375      |
| 18. | Ignacy Giedgowd         | Polen            | PZL.19                   | SP-AHI / O2          | 198 + 142 + 5                              | 345      |
| 19. | Jan Anderle             | Tschechoslowakei | Breda Ba.15S             | OK-WAL / T1          | 143 + 130 + 0                              | 273      |
| 20. | Raymond Delmotte        | Frankreich       | Caudron C.278            | F-ALXB / K4          | 192 + 73 + 0                               | 265      |
| 21. | František Klepš         | Tschechoslowakei | Praga BH-111             | OK-BEH / T4          | 196 + 25 + 0                               | 221      |
| 22. | Piere Duroyon           | Frankreich       | Potez 43                 | F-AMBN / K3          | 171 + 43 + 0                               | 214      |
| 23. | Maurice Arnoux          | Frankreich       | Farman F-234             | F-ALLY / K5          | 89 + 73 + 0                                | 162      |
| 24. | André Nicolle           | Frankreich       | Peyret-Mauboussin PM XII | F-A??? / K6          | 111 + 40 + 0                               | 151      |

Der erste Preis der Challenge waren 100.000 Französische Franc, der 2. – 50.000 FRF, der 3. – 25.000 FRF, der 4. – 13.000 FRF, 16 weitere Crews erhielten 7.000 FRF.
Weniger als einen Monat nach der Challenge verstarben Franciszek Zwirko und Stanislaw Wigura bei einem Unfall, bei einem Flug mit ihrer RWD-6 in die Tschechoslowakei in einem Sturm am 11. September 1932. Reinhold Poss verstarb 1933 bei einem Unfall. Winifred Spooner verstarb im selben Jahr.